# Cheilosia granulata
Cheilosia granulata är en tvåvingeart som först beskrevs av Becker 1894.  Cheilosia granulata ingår i släktet örtblomflugor, och familjen blomflugor.
Artens utbredningsområde är Tyskland. Inga underarter finns listade i Catalogue of Life.